# أغوستين فيانا
أغوستين فيانا (بالإسبانية: Agustín Viana)‏ (23 أغسطس 1983 في الولايات المتحدة - ) هو لاعب كرة قدم أوروغواني في مركز الظهير. شارك مع منتخب الأوروغواي تحت 20 سنة لكرة القدم. أما مع النوادي، فقد لعب مع أتلتيكو مينييرو وبيلا فيستا وسي إف آر كلوج وكولومبوس كرو وليفادياكوس ونادي دانوبيو وناسيونال مونتيفيديو وASD Città di Gallipoli ‏.

## وصلات خارجية
- أغوستين فيانا على موقع الدوري الأمريكي (الإنجليزية)
- أغوستين فيانا على موقع إي إس بي إن إف سي (الإنجليزية)
- أغوستين فيانا على موقع قاعدة بيانات كرة القدم.إي يو (الإنجليزية)
- أغوستين فيانا على موقع Soccerway.com (الإنجليزية)
- أغوستين فيانا على موقع عالم كرة القدم.نت (الإنجليزية)
- أغوستين فيانا على موقع AS.com (الإسبانية)